# David Graaff, 1e Baronet
Sir David Pieter de Villiers Graaff, 1e Baronet (Villiersdorp, 30 maart 1859 - Kaapstad, 13 april 1931) was een gerenommeerd Kaaps-Nederlands en later Zuid-Afrikaans ondernemer en politicus die tussen 1911 en 1916 verschillende ministersposten bekleedde. 

## Biografie
Vanaf 1882 was hij gemeenteraadslid van Kaapstad en van 1891 tot 1892 was hij er burgemeester van. Op 32-jarige leeftijd was hij de jongste burgemeester van de stad. Hij voerde in de stad de burgemeestersketting in, een gebruik dat vandaag nog steeds bestaat, en nam het voortouw bij de invoering van elektriciteit in de stad. Graaff was van 1891 tot 1897 ook lid van het Kaapse koloniale parlement. :25–27

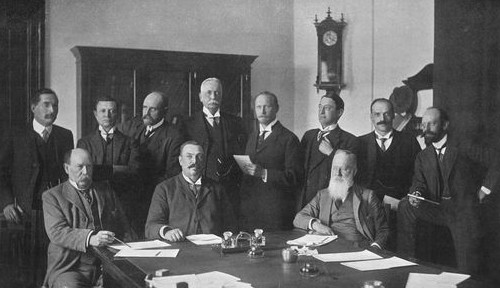
Het eerste kabinet van de Unie van Zuid-Afrika in 1910. Graaff is de eerste persoon uiterst rechts.

Van 1908 tot 1920 was Graaff opnieuw parlementslid. Hij was minister zonder portefeuille in het laatste kabinet van de Kaapkolonie (1908-1910). Hij was een goede vriend en vertrouweling van generaal Louis Botha,  de eerste premier van de Unie van Zuid-Afrika,  werd in 1911 tot baronet benoemd  en diende als minister van Openbare Werken en van Post en Telegrafie (1911-1912), minister zonder portefeuille (1912-1913), hoge commissaris in Londen voor de Unie van Zuid-Afrika (1914) en minister van Financiën (1915-1916). Van 1910 tot 1920 was hij lid van het Huis van Afgevaardigden voor de Unie van Zuid-Afrika.
Graaff was ook actief in de publieke zaak. Hij was vrijwilliger en voerde een aantal jaar het bevel over de Kaapse Garnizoensartillerie. 

Tijdens de Eerste Wereldoorlog financierde hij persoonlijk een deel van de oorlogsinspanningen in Zuid-Afrika. Hiervoor kreeg hij de erfelijke Britse eretitel van baronet, maar ook voor zijn bijdragen aan de Vredesconferentie van Parijs in 1919. Hij vergezelde Botha naar de vredesconferentie van Versailles in 1919. Hij was ook een vertrouweling van generaal Jan Smuts en Winston Churchill. Hij was lid van de National Liberal Club. 

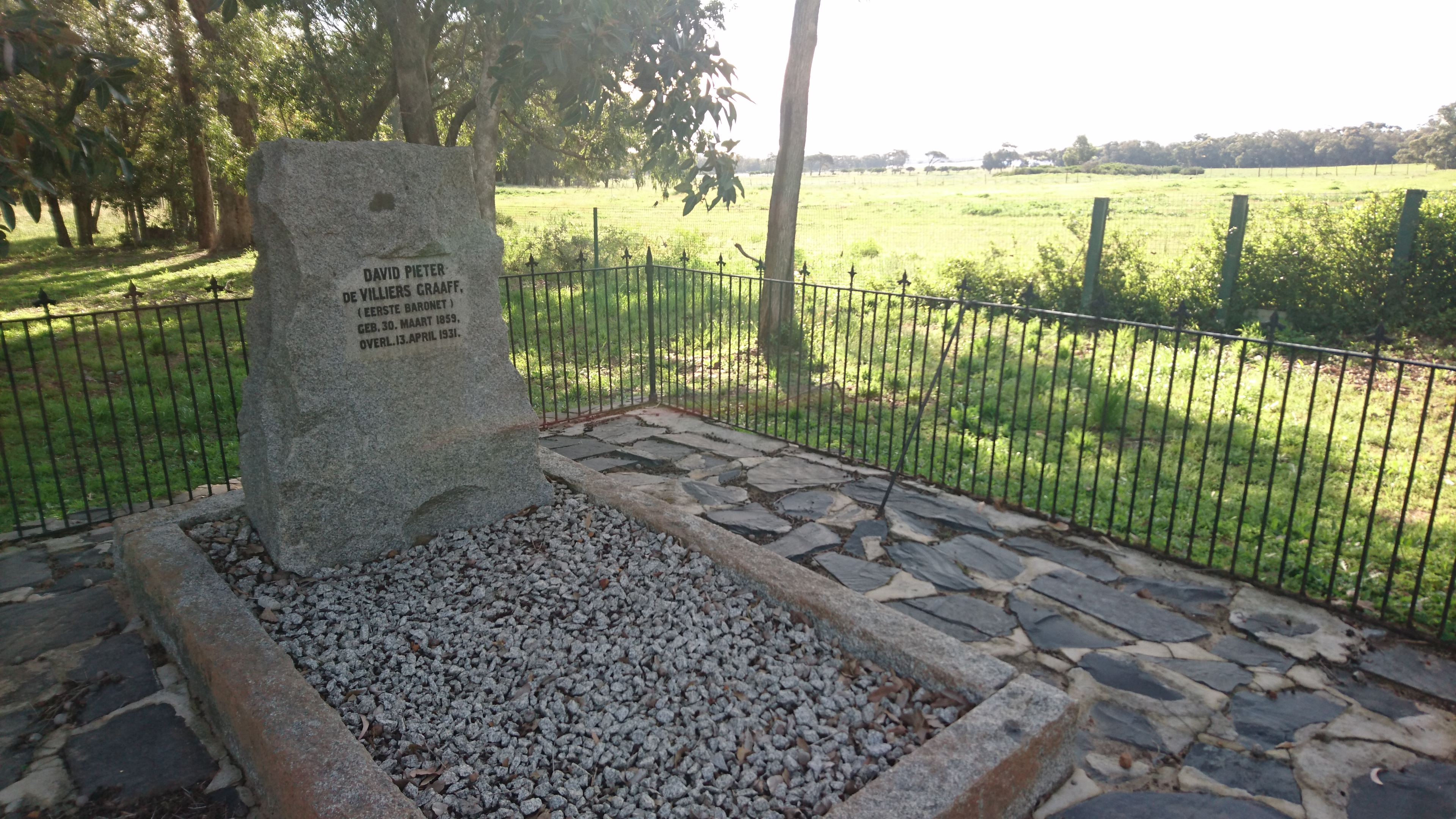
De grafsteen van Sir David P. Graaff in De Grendel in Kaapstad

Zowel Botha en Smuts als Graaff zelf waren lid van de Suid-Afrikaanse Party, een gematigde Boeren-partij die aanstuurde op verzoening en goede betrekkingen met de Engelsen in Zuid-Afrika. Vanaf 1915 kregen zij echter te maken met een krachtiger oppositie van Afrikanernationalisten (Nasionale Party) die Botha's pro-Britse beleid bekritiseerden.  De Unie van Zuid-Afrika had in 1914 tijdens de Eerste Wereldoorlog de zijde gekozen van het Verenigd Koninkrijk in de strijd tegen de Duitsers, wat bij de Afrikaners gevoelig lag gezien ze historisch twee Boerenoorlogen vochten tegen de Britten. 
Naast zijn politieke carrière was één van zijn meest opvallende prestaties de bouw van de Tafelbergkabelbaan in 1929.
Hij werd als baronet opgevolgd door zijn oudste zoon De Villiers Graaff, 2de baronet (1913-1999) die eveneens een bekend politicus was in Zuid-Afrika. Zijn kleinzoon David de Villiers Graaff, 3de baronet (1940-2015) was een Zuid-Afrikaans zakenman en eigenaar van De Grendel Wine Estate. Diens zoon Sir De Villiers Graaff (1970), 4de Baronet, is een restauranthouder en sinds 2015 de eigenaar van De Grendel Wine Estate.  
- International Standard Name Identifier: 0000 0003 6043 0232
- Library of Congress Control Number: no2011192199
- Nederlandse Thesaurus van Auteursnamen: 342157329
- SNAC: w6m14pcg
- Virtual International Authority File: 220559453
- WorldCat: E39PBJtcMwWyKmH3DxwQpXkbh3